# Ruine Eppenburg
Die Ruine Eppenburg, auch Eberhardsburg genannt, ist eine abgegangene Spornburg auf 690 m ü. NN nordöstlich von Frohnstetten (Flurname „Eppenburg“), einem Ortsteil der Gemeinde Stetten am kalten Markt im Landkreis Sigmaringen in Baden-Württemberg.
Die Burg liegt auf einem Ostsporn etwa 20 m über dem Talgrund der Schmeie und wurde im 12. Jahrhundert von den Herren von Frohnstetten erbaut, die 1246 erstmals mit Heinrich von Frohnstetten erwähnt sind. Als weitere Orts- und Burgherren werden die Herren von Westerstetten genannt. Im 15. bis 16. Jahrhundert wurde die Burg zerstört, von der heute nur noch einige Mauerreste zeugen.